# 孟良崮戰役

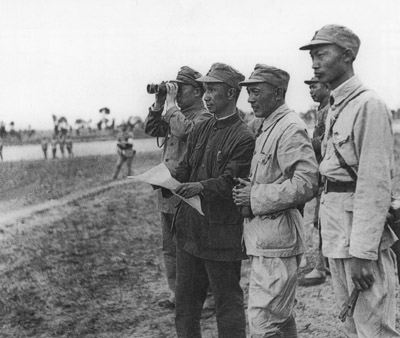
1947年，粟裕(左二)在指挥孟良崮战役

孟良崮戰役是1947年5月第二次国共内战期间在山东省中部沂蒙山区的一次重大战役。陈毅、粟裕指挥的解放军华东野戰军取得了战役的胜利，张灵甫指挥的精銳“王牌模范师”整编七十四师被完全消灭，师长张灵甫身亡。
孟良崮战役是国共内战时期的重大事件。在战术层面上，孟良崮战役并未改变国军在山东的进攻态势，国军经休整后继续向鲁中地区进攻，并在7月南麻战役之后成功占领淄博矿区，打通胶济铁路，并将共军挤压到了黄河以北。然而，在战略层面上，74师被歼灭却再次验证了国军在机动性和组织力上逊于解放军，国府也没有可能在军事上消灭中共，从而解决中共问题。 对于国府而言，内战形势愈加悲观。

## 背景
抗日战争结束后，山东大部成为中共领导的解放军控制的解放区。1946年，第二次国共内战爆发。1947年2月，莱芜战役中，解放軍根据“不计一城一地得失，大量消灭敌人有生力量”的方针，以临沂一座空城为代价消灭了国军1个绥靖区指挥部、2个军部、7个师共5.6万余人。3月初，国军撤销徐州、郑州绥靖公署，组成由陆军总司令顾祝同亲自主持的陆军总司令部徐州司令部（简称徐州陆总），统一指挥原郑州、徐州绥靖公署部队，并将在晋冀鲁豫战场的整编第26军王敬久部和在武汉的整编第9师调往山东；以五大主力中的“三大主力”，即整编第74师、第5军、整编第11师为骨干，编成3个机动兵团，分以汤恩伯、王敬久、欧震为司令官，执行机动作战任务；加上王耀武的第二绥靖区和冯治安的第三绥靖区，国军在山东总计集结了24个整编师（军）60个旅（师）共计45万人，占全国重点进攻总兵力之64%。 3月下旬，國民革命軍吸取教训，集中六十余万国军由陆军总司令顾祝同亲自指挥，採用了齊頭並進的戰术，將軍隊控制在一個範圍內，向解放军进攻，導致解放軍的遊擊戰术無法奏效。华东野戰军向东北方后撤。蒋介石、陈诚认为华野“攻势疲惫”，遂命令各部兼程前进，跟踪追剿。参谋总长陈诚“谨遵钧座意旨”下达作战令“（丙）各兵团任务如次： （一）着汤恩伯兵团以五个师迅即击破当面匪军，占领莒县、沂水，并以一部经坦埠分向沂水、南麻扫荡。”
1947年5月3日，蒋中正早7时起飞到徐州，听取剿务报告。认为“前方各师军长精神萎顿疲玩，各图自保，毫无互助合作、协同一致精神，以致屡失战机，处处被动，又不遵奉其上官命令，故全线停滞延缓形成呆死态势，殊深忧虑。乃命墨三拟稿重申赏罚，并将李天霞革职留任，以警其余将领玩忽者戒也。”由此，张灵甫第74师不再归属李天霞第一纵队指挥，在随后的进攻坦埠的计划初始时划归黄百韬第四纵队指挥。
顧祝同在5月10日下令國軍跟踪追剿莒县、沂水、悦庄、淄博之线。汤恩伯在同日下午按照顾祝同5月10日电令下達作戰命令“各部于十一日开始先行攻略坦埠”，“（六）整七十四、整二五师为攻击部队，归第四纵队黄司令统指挥，除以一部控制孟良崮、北桃圩要点外，主力真（11）日攻略三角山、水塘崮、杨家寨、黄鹿寨、黄斗顶山、芦家山坡、凤凰山各高地，文（12）日攻略坦埠南而确保之……”整编83师作为兵团预备队，“以一部向界、马牧池之线威力搜索，主力控制于青驼寺以北地区，准备机动。
5月12日，蒋中正召开“官邸会报”研究山东战局，参谋总长陈诚、国防部第二厅厅长侯腾等参加，会议决定以汤恩伯兵团攻占莒城、沂水，再进攻蒋峪、临朐；以欧震兵团攻南麻；王敬久兵团以第五军、整七十五师、八十五师攻博山。5月13日国防部第三厅据此发出命令。第一兵團  得命令后，坚持认为须先攻占坦埠，再进攻沂水，获蒋中正同意，並由徐州陸總部署兵力。

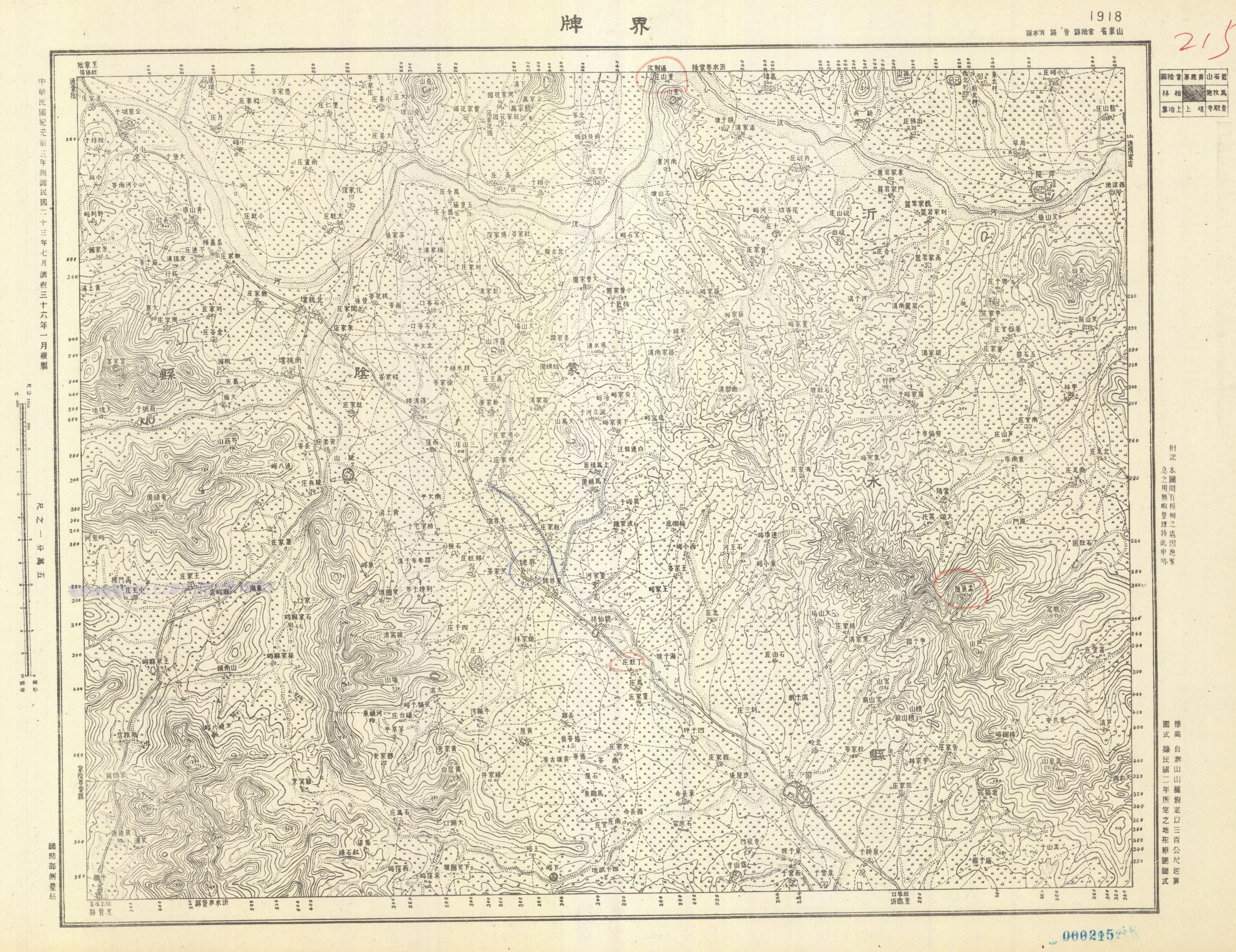
1947年1月国防部制图局绘制界牌镇地图

## 74师被围及双方戰略意圖
5月10日，国军南线兵团整編74師与25师等作为主攻渡汶河。10日晚，受命指挥74师的黄百韬到74师师部了解作战计划，不同意张灵甫在行动以前就大张旗鼓地修前进的道路，认为这样会把自己的企图过早地暴露于共军，对作战不利。张灵甫回答：“我的部队车辆骡马多，向北去尽是山路，不修不行，解放军知道了也没有关系，我们就是找他打的，怕什么？”5月11日攻取重山、艾山。5月11日晚74师各旅到达了命令所指定的开进地点。12日74师全师通过孟良崮北之大沙河，先头部队第51旅至崮塘山附近，其先头第151团与崮塘山解放军警戒部队战斗1小时多，占领了崮塘山，当晚即停止在该地区附近；该地是解放军的山区根据地，仓库、兵工厂的坚壁清野物资很多，各旅、团即在附近村庄挖掘搜索埋藏物资，51旅151团挖出了不少新闻纸和大型印刷机械。
鉴于国军74师突出战线，华东野战军决定围灭74师。具体部署是：以第4、9纵队在坦埠以南正面阻击张灵甫，第1、8纵队分别由左右两翼楔入74师纵深，隐蔽于鲁南的第6纵队昼夜兼程北进，到达垛庄西南的白埠、石兰地区，切断74师的退路，以上5个纵队会合于孟良崮地区求灭74师，另以第2、3、7、10纵队分别阻击正面来援之国军。
5月12日中午，华野六纵收到陈、粟、谭签发的十万火急电报，命令六纵接电后从隐蔽地立即星夜兼程两日夜内北上240华里，抢占垛庄，断敌退路，封闭合围圈，参加围灭74师的战斗。六纵司令员王必成决定由副司令员皮定均率第18师先行出发，纵队机关率领17师随进,第16师在右翼平行前进。14日晨，六纵先头部队终于赶到垛庄外围。
国军74师5月13日攻占马山、迈逼山、大箭之线后，遭到了解放军逐山坚强阻击，距离坦埠已不到6公里。张师长判断当面解放军开始坚强抵抗，是掩护其后方的物资搬运疏散掩埋，因此向汤恩伯报告：“14日上午一定攻占坦埠，请汤司令于14日8时来第一线观战。”5月13日当夜，解放军对马山发动多波次的营级反攻，拂晓时退回马山以北地区；实际上这是华东野战军当夜对第74师的全面的穿插分割迂回作战的一部分。
14日上午9时，第51旅通报各团：情况有变化，停止向坦埠攻击，原地监视待命；稍后通报左翼解放军已有两个纵队到了左侧后天马山附近，右翼也有几个纵队正在南下运动中，74师根据这个情况决定向南转进。此时，华野第一纵队与第八纵队，分别向74师两翼勇猛突击，插人敌纵深，割裂了74师与左右两翼的联系；第四纵队、第九纵队向74师正面迎头攻击，阻止其前进。华野已经从北、东、西三面将74师围住。14日中午，六纵18师主力部队全部赶到垛庄以南和东西长命一线集结，查明了垛庄附近的敌情,并与左右兄弟部队取得了联系；18师长途急行军后稍事体息，即在友邻第一纵队协助下，对垛庄发起了攻击，不到半小时全灭守军，占领垛庄，封闭了对74师的包围圈。
74师副参谋长李运良主张抛弃重武器，上孟良崮固守待援、“中心开花”。师参谋长魏振钺坚决反对，力主赶快突围，向垛庄方向反攻以脱离险境。张灵甫采纳了李运良的建议，没有选择从其它方向与大部队会合，而是命军队进占孟良崮山头，固守险要地形，等待解放军进攻。
国民政府军事委员会委员长蒋中正在听说74师上山后，表示又惊又喜，并致电汤恩伯、张灵甫等说明其战略想法：“顾司令祝同兄北恩伯、灵甫兄勋鉴：今已得知灵甫之74师被围孟良崮，甚惊，又甚喜。其惊之因是灵甫被困，随时有危险发生。其喜之因是灵甫给我国军寻找了一个消灭解放軍陈粟部于孟良崮的大好机会。因为我74师战斗力强、装备精良，且处于有利地形；再之，有恩伯、敬久、欧震三兄兵团大军云集，正是我国军同陈粟决战的好机会，现命令74师灵甫部坚守阵地、吸引解放軍主力，再调10个师之兵力增援74师，以图里应外合，中心开花，夹击解放軍，决战一场，消灭陈粟大部或一部之兵力，一举改变华东战局。总之，一切均仰仗诸位精诚团结，协同作战，为党国大业献身出力，乃千秋之荣也。”
然而，蒋对于当地地形是否适合美式机械化部队进行防御却缺乏足够的考虑。反而是當事人張靈甫曾對隨軍行動的第一綏靖區第二處處長毛森心有不平地表示：蒋的軍隊是重裝備部隊，如在平原作戰，炮火能發揮威力，就是陳毅兩、三十萬人壓境也不怕；但現在蒋迫他進入山區作戰，等於牽大水牛上石頭山，「有人跟我過不去，一定要我死，我就死給他們看吧！」
5月13日下午七時开始華東野戰軍集中九個主力縱隊共二十萬兵力，其中四个纵队阻挡在山东的约四十万国军的反包围，另外五个纵队围攻整編74師。蒋中正认为74师占据地形优势，装备精良，加上在外围国军兵力雄厚，遂命令74師坚守待援，等外围国军对解放军反包围之后再“中心开花”。当时在孟良崮周围一百公里范围内至少有四十多万国军，按照正常行军速度一天之内都可以到达救援，而以74师的训练、装备固守一、二天是完全可行的战术想法。
此时雙方的戰略意圖都已非常明显：如果国民革命军其它师队在74师被消灭前赶到孟良崮，则进攻孟良崮的解放军将陷入腹背受敌。同时，这也是国军一直寻求的与一贯进行游击战的解放军正面对决的机会，如果计划成功，则陈、粟指挥的华东军力将面临灭顶之灾。而陈毅、粟裕的计划则是在“百万军中取上将首级”，消灭装备最精锐的王牌74师，严重打击国军的士气。

## 戰役經過

### 围攻
5月11到13日，整編第74師在整編第83、第25師掩護下自垛莊北進至黃鹿砦、舊寨、野豬旺等地，被第9縱隊擊退，隨後佔領楊家寨、佛山角、馬牧池等地，準備14日发起攻占坦埠。 
5月13日上午，國軍3個師又發起攻擊，至下午4時懼殲後退至黃斗頂山、重山、馬牧池。5月13日當晚，華東野戰軍以一部兵力在整編第74師正面實旋阻擊，第1、第8縱隊主力從其兩翼尋隙向縱深楔進。第1縱隊第3師攻占曹莊及其以北高地，逼近蒙陰，構成對外正面阻擊整編第65師；縱隊主力攻占黃斗頂山、堯山、天馬山、界牌等要點，割斷了整編第74師與整編第25師的聯繫，並殲整編第25師一部，該師大部縮回桃墟。第8縱隊主力攻占桃花山、磊石山、鼻子山等要點，割斷了整編第74師與整編第83師的聯繫；一部佔領孟良崮東南的橫山老貓窩。同時，第4、第9縱隊從正面發起攻擊，佔領黃鹿砦、佛山庄及馬牧池、隋家店一線，扼制了整編第74師的進攻。第6縱隊由銅石地區急速北上，於14日晨抵達垛莊西南觀上、白埠地區。13日晚，整編第74師前沿據點遭到攻擊時，張靈甫仍準備於14日執行攻占坦埠的計劃。 
5月14日10時，張靈甫得知天馬山，馬牧池、磊石山等地失守後，預感到有被圍殲的危險，即倉促向孟良崮、垛莊方向撤退，並組織一部兵力進行反擊。華東野戰軍發現整編第74師南撤，立即乘勝猛攻。擔任正面攻擊的第4、第9縱隊經徹夜攻擊，進占唐家峪子、趙家城子一線；从鲁南秘密赶来的第6縱隊在第1縱隊一部協同下，於15日拂曉攻占垛莊，截斷了整編第74師的退路；第8縱隊攻占万泉山，同第1、第6縱隊打通了聯繫，在蘆山、孟良崮地區形成了對整編第74师的四面包圍。整編第74師被包圍，蔣介石、顧祝同雖感吃驚，但認為該師戰鬥力強，所處地形有利，已控制制高點，必能堅守，如果左右鄰加速增援，可造成與華東野戰軍主力決戰的機會。因此，除令整編第74師固守待援，牽制華東野戰軍主力外，嚴令新泰的整編第11師、蒙陰的整編第65師、桃墟的整編第25師、青驼寺的整編第83師以及河陽、湯頭的第7軍、整編第48師等部迅速向整編第74師靠攏；並調第5軍自萊蕪南下，整編第20師自大汶口向蒙陰前進，企圖用10個整編師的兵力在蒙陰、青駝寺地區殲滅華東野戰軍主力。張靈甫也認為建制尚完整，部隊戰鬥力強，居於戰線中央，會得到左右鄰的積極增援，因此，一面請求空投糧彈，一面調整部署，固守待援。華東野戰軍指揮部鑑於蔣介石調動10個整編師的兵力來援，且多數已距孟良崮僅一至兩天路程，有的只有十幾公里，情況十分緊急，如不能在短時間內殲滅整編第74師，將陷入10個整編師的圍攻之中。為此，於15日令阻援部隊堅決阻擊各路援赦，令主攻部隊不惜代價加速猛攻，一定要在援赦趕到之前迅速殲滅整編第74師。
5月15日晨，整74師被圍困於孟良崮為核心的幾個山頭上，主要是520、東西540、600、610高地，及蘆山、雕窩等地，未能死守万泉山。同时未经请示汤恩伯、黄百韬，74师就放弃山脚阵地上了孟良崮，连续两天未执行汤恩伯、黄百韬命令向整25师突围靠拢。

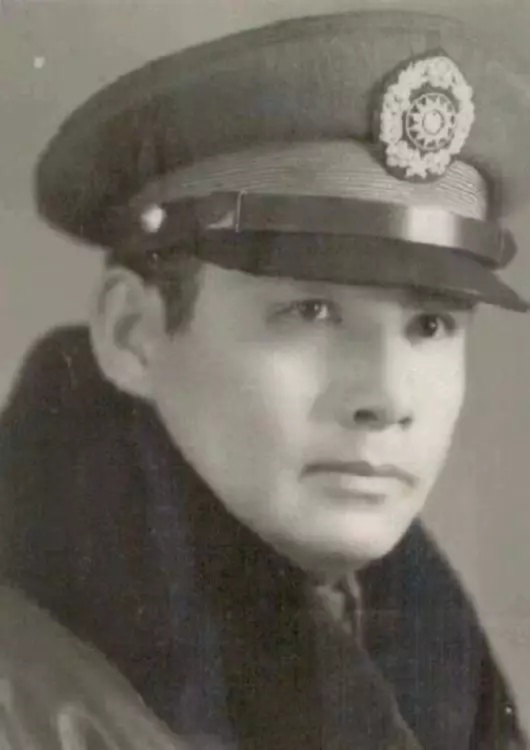
国军整编74师师长张灵甫

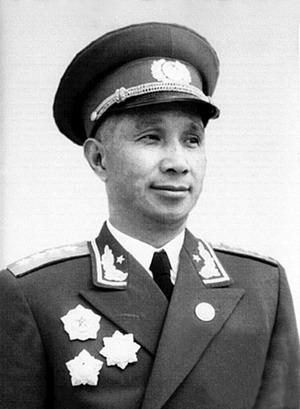
时任解放军华东野战军副司令员粟裕

### 决战
在解放军方面，陈毅等表现出了整个国共内战中解放军极少见的孤注一掷的姿态，对于部下的命令是不惜一切代价消灭七十四师。“蒋介石拼死和我们决战，把我们反包围了，情况十分严重。现在成败在此一举，要不惜一切代价吃掉74师，拿下孟良崮。你们打掉一千，我给你们补一千，打掉两千，我给你们补两千，那怕纵队打光了，只要把敌人消灭也在所不惜。我给你们补充，恢复你们的番号。谁攻上孟良崮，谁就是英雄！现在只有冲锋，后退就是死亡。”
5月15日13時，華東野戰軍發起總攻，各部隊從四面八方多路突擊，整編第74師竭力頑抗。
5月16日拂晓前，六纵奉命投入6个团和预备队参加主攻。六纵18师53团和17师的49团，沿着横山东侧协助第八纵队向孟良崮南面屏障芦山守军一个团攻击并攻克。至16日上午，華東野戰軍攻占雕窩、蘆山，整編第74師主陣地全部丟失，马匹、辎重完全暴露在直射火力下。六纵直属特务团奉命突击孟良崮主峰。5月16日下午二时，华野对孟良崮主峰发起总攻。下午三時，華東野戰軍完全攻佔孟良崮主峰。六纵特务团俘74师参谋长魏振铖，该团1营3连攻至74师师部山洞，在洞口击毙卫队长。整編七十四師血戰三晝夜後被殲滅，一萬餘人傷亡，一萬餘人被俘，張靈甫阵亡。張靈甫在阵亡前有遺書：「十餘萬之匪向我猛撲，今日戰況更趨惡化，彈盡援絕，水糧俱無。我與仁傑決戰至最後一彈，飲訣成仁，上報國家與領袖，下答人民與部屬。老父來京未見，痛極！望善待之。幼子望養育之。玉玲吾妻，今永訣矣！灵甫绝笔 五月十六日 孟良崮」。
16日16時半戰鬥結束時，天陰雲低，能見度很差，華東野戰軍發現敵電台在活動，粟裕命令第4、第8、第9縱隊對孟良崮、雕窩間的山谷進行搜索。至18時，共搜出匿藏殘部7000餘人。 
在華東野戰軍主力圍殲整編第74師過程中，擔任阻援任務的第2、第3、第7、第10縱隊及魯南、濱海等軍區部隊，積極牽制和阻擊各路援敵。國軍各路援軍，在蔣介石、顧祝同的再三嚴令下雖拼力前進，有的進至距孟良崮5公里處，砲彈已能打到孟良崮，但由於遇到頑強阻擊，不僅未能挽救整編第74師，而且遭到重大傷亡。
74师孤军作战仍然支持了整整三天，可以说完全达到了战略上吸引、牵制解放军主力的钓饵作用，但是由于其它军队作战不力，上钩的解放军不仅全灭74师，还在監聽到附近電台活動後，有足够时间查点伤亡、追俘逃兵、缴获军备，并「禮葬」張靈甫，然后从容撤退。张灵甫的尸体后来被掩埋在沂南县野竹旺村后山冈上。

### 外围增援阻援战斗
在山東聚結的國軍部隊超過四十萬军队，83師、65師、25師等奉命支援，卻無人能突破共军的防线支援張靈甫師。11師師長胡璉距離太遠支援不及；25師師長黃百韜困於覆浮山、天馬山，損失萬餘人。桂系的第7軍，整編48師等也消極救援。近在咫尺的83師師長李天霞，虽在此前接到汤恩伯命令派出一个加强团进占孟良崮东南的桃花山掩护整编74师的侧翼，但是李天霞却出于保存实力的考虑，只派出少校团副王寿衡率一个连携带步话机冒充一个团，虛張聲勢投石問路，结果这个连在桃花山被共军消灭，83师和74师的联系也就此断绝。李天霞这才意识到情况紧急，才命令57团前往垛庄掩护74师后方。57团本来就不是83师的基本部队，而且此前在苏北已经两次遭到共军打击，虽经补充还是残破不全，装备不齐士气颓丧，李天霞这样做的目的是即便57团全部被消灭，也不会伤及83师的元气，还可以借此申报损失得到人员装备的补充。行动前他还特意电话指示57团团长罗文浪：“夜间作战要多准备向导，特别注意来往的路，要多控制几条，你是很机警的。”暗示罗文浪可以相机后撤。12日晚57团遭到了共军猛攻，罗文浪认为自己的任务是确保74师的后方安全，现在如果后撤，一旦74师出了问题肯定会被追究责任，所以干脆冲进共军的包围圈和74师会合，接受74师指挥，最后和74师一起在孟良崮被消灭。罗文浪本人被俘后投诚中共，被中共派回国统区，1949年春回湘任长沙警备司令部参谋处处长，帮助中共，1949年之后加入共军。
整编第83师下辖三个旅七个团，孟良崮战役之前，44旅130团就已经被共军全消灭，旅部和131团负责守备临沂。所以孟良崮战役时，83师参战的部队实际只有五个团，其中57团又被围在包围圈内，剩下的19旅56团、44旅132团和63旅187团、189团四个团中，63旅的两个团还在马山和共军交战，始终无法脱离战斗，真正能投入解围的只有19旅56团、44旅132团这两个团。由于44旅是陈诚土木系的部队，已经损失了一个团，132团再遭到损失，显然没法和陈诚交代，所以当74师被围，接到救援74师的命令后，李天霞便只能派56团去解围，但一个团显然无法突破共军两个纵队的封锁。而黃百韜所領導的25师可以投入解围的兵力有五个团，而且和74师的距离也不比83师远，应该比83师更有可能解74师之围，但最后还是83师先到了孟良崮。
5月16日早上，蒋中正意识到局势危险，再下手令：“山东共匪主力今向我倾巢出犯，此为我军歼灭共匪完成革命唯一之良机。凡我全体将士应竭尽全力，把握此一战机，万众一心，共同一致，密切联系，协力迈进，齐向当面匪軍猛攻，务期歼灭共匪，以告慰总理及阵亡将士在天之灵。如有萎靡犹豫，梭巡不前或赴援不力，中途停顿，以致友军危亡，致共匪漏网逃脱，定必以畏匪避战，纵匪害国延误战局，严究论罪不贷！希望奋勉勿误。”所有國軍部隊都不敢怠慢，全力以赴推進，但為時已晚。因為共軍的優勢兵力，可以在國軍援軍停滯不前時從容不迫地吃掉「圍點」軍力；而當國軍全力突破共军防线時，共军可以掉頭進行外围阻击的「打援」抵抗。
對於蒋介石下了严令，贻误战机将受到最严厉处罚。李天霞也深知一旦74师被消灭，自己必定难逃干系，于是便再顾不上陈诚的面子，将132团也投入了作战。但为时已晚，5月17日下午83师最先赶到孟良崮，而此时看到的只是一片狼藉的战场，74师已经在上午全军覆没了。
黄百韬在74师被围后，起初只派了148旅进攻，并在遭到共军坚决阻击，损失了几百人之后，出於考慮還一度停止了攻击。后来在部下提醒之下，黄百韬才意识到问题严重，从5月15日开始将主力第40旅、第108旅先后投入进攻，在后来的两天战斗中都是全力以赴，接连突破了华野两道防线，一直打到距离74师仅仅一山之隔的天马山，但为时已晚，74师的覆灭已成定局。

## 戰鬥序列

### 华东野战军
华东野战军：司令员兼政委陈毅、副司令员粟裕、副政委谭震林
- 主攻兵团
  - 第一纵队，司令员葉飛
    - 第一师，师长廖政国
    - 第二师，师长刘飞
    - 第三师，师长刘亨云
    - 独立师（即皮旅，师长方升普）

  - 第四纵队，司令员陶勇
    - 第十师，师长张震东
    - 第十一师，师长谭知耕
    - 第十二师，师长彭德清

  - 第六纵队，司令员王必成
    - 第十六师，师长张云龙
    - 第十七师，师长梁金华
    - 第十八师，师长饶守坤

  - 第八纵队，司令员王建安
    - 第二十二师，师长孙继先
    - 第二十三师，师长陈宏
    - 第二十四师，师长周长胜

  - 第九纵队，司令员许世友
    - 第二十五师，师长聂凤智
    - 第二十六师，师长刘涌
    - 第二十七师，师长孙瑞夫
- 阻援兵团
  - 第二纵队，司令员韦国清
    - 第四师，师长朱绍清
    - 第五师，师长姚运良
    - 第六师，师长滕海清

  - 第三纵队，司令员何以祥
    - 第七师，师长贺健
    - 第八师，师长王吉文
    - 第九师，师长郭廷万

  - 第七纵队，司令员成钧
    - 第十九师，师长熊应堂
    - 第二十师，师长殷绍礼
    - 第二十一师，师长谢锐

  - 第十纵队，司令员宋时轮
    - 第二十八师，师长王德贵
    - 第二十九师，师长肖锋

  - 特种兵纵队，司令员陈锐霆
    - 榴弹炮团、野炮团

### 国民革命军
- 参谋总长：陈诚
- 陆军总司令部徐州司令部：总司令顾祝同。
  - 作战署署长徐志勗
- 第一兵团，兵團司令汤恩伯
  - 第一纵队黃百韜并无专门的纵队指挥机关，也指挥不动嫡系将领張靈甫、李天霞
    - 整编第25师，師長黃百韜
      - 第40旅（旅长陈章）、第108旅（旅长杨廷宴）、第148旅（旅长廖敬安）

    - 整编第74师，师长張靈甫 原属李天霞第一纵队，1947年5月4日由兵团直接指挥，1947年5月10日由黄百韬第四纵队指挥。
      - 第51旅（旅长陈传钧）、第57旅（旅长陈嘘云）、第58旅（旅长卢醒）

    - 整编第83师，師長李天霞
      - 第19旅（旅长杨萌）、第44旅、第63旅（旅长徐志勖）

  - 第二纵队 李良荣，没有专门的纵队指挥部，由整编第28师师部兼
    - 整编第28师，师长李良荣
      - 第52旅（旅长葛先才）、第80旅（旅长李万斌）、第192旅

    - 整编第57师，师长段茂霖
      - 第117旅（旅长罗觉元）、预备第4旅（旅长龙云骧）

    - 整编第65师，师长李振
      - 第154旅（旅长张一中）、第160旅（旅长温淑海）、第187旅（旅长李明）

  - 第三纵队 张淦，白崇禧指示专设第三纵队指挥部。
    - 整编第48师，师长谭何易
      - 第138旅（旅长李英俊）、第174旅（旅长王景宋）、第176旅（旅长秦靖）

    - 第七军(後改為整編第七師)，军长钟纪
    - 第171师（师长刘昉）、第172师（师长朱乃瑞）

- 第二兵团，兵團司令王敬久
  - 整编第85师，師長吳紹周
    - 第23旅、第110旅

  - 整编第75师，師長沈澄年
    - 第6旅、第16旅

  - 整编第72师残部
  - 第5军(後改為整編第五師)，军长邱清泉
    - 第45师（师长廖慷）、第96师（师长黄翔）、第200师（师长熊笑三）

- 第三兵团，兵團司令欧震
  - 整编第84师
    - 第155旅、第161旅

  - 整编第64师，师长黄国梁
    - 第131旅（旅长张其中）、第156旅（旅长刘镇湘）、第159旅（旅长韦德）

  - 整编第20师，师长杨干才
    - 第133旅（旅长周熙翰）、第134旅（旅长伍重严）

  - 整编第11师，師長胡璉
    - 第11旅（旅长杨伯涛）、第18旅（旅长覃异之）、第118旅（旅长王元直）

  - 整编第9师，师长王凌云
    - 预备第2旅（旅长杨宝谷）、第9旅（旅长陈克非）、第76旅（旅长刘平）

- 第二绥靖区，司令王耀武
  - 96军(後改為整編四十五師)，軍長陳金城
    - 暂编第12师、暂编第14师、暂编第15师

  - 第73军
    - 第15师、第17师

  - 第54军(後改為整編五十四師)，軍長關漢騫
    - 第8师、第36师、第198师

  - 第12军(後改為整編十二師)，軍長霍守義
    - 第111师、第112师

  - 第8军(後改為整編第八師)，軍長李彌
    - 第42师、第103师、第166师

- 第三绥靖区，司令冯治安
  - 整编第77师，師長王長海
    - 第37旅、第132旅

  - 整编第59师，師長劉振三
    - 第38旅、第180旅

## 战役影響
孟良崮战役意义重大。整编第74师作为国军五大主力之首，自内战以来一向是华东战场国军之中坚，于淮北、睢泗、两淮、涟水等战役中攻无不克，屡立战功。此战全军覆灭，对国军士气打击极大。整编第74师战败覆灭，发生在全面内战爆发后不到一年，国军尚居于进攻地位，并且华东国军总兵力仍居绝对优势的情况下，其结果尤为震撼。相比之下，五大主力之其余四支，均是在孟良崮战役又过了一年多后的战略决战阶段，在国军总体已处颓势的情势下才次第覆没。
根据解放军战报，此役全灭国军整编74师和整编83师19旅57团，毙伤1.3万人，被俘1.9676万人，合计3.2万人。
- 被缴山、野炮28门
- 被缴步兵炮和战防炮14门
- 被缴轻重迫击炮235门
- 被缴轻重机枪987挺
- 被缴长短枪9,828支
- 被缴火箭筒43具。
- 被缴枪榴、掷弹筒61具
- 被缴各种炮弹7,202发
- 被缴各种枪弹2,082,580发
- 被缴汽车3台
- 被缴马匹1397匹
- 被缴电台28部
- 被毁伤坦克装甲车4台

解放军阵亡2,043人，伤9,300人（不包括阻援伤亡），其他减员846人，合计12,189人。
- 损耗轻重迫击炮6门
- 损耗轻重机枪153挺
- 损耗长短枪571支
- 损耗消耗炮弹3.3730万发
- 损耗子弹199.6720万发
- 损耗手榴弹2.9570万枚。

上述數字是華東野戰軍的戰報。此次戰役的親歷者、華東野戰軍的主要指揮者和戰役策劃者粟裕對清點戰果有如下描述：“在收拢部队、清点战果之时，我电台发现孟良崮地区仍有敌人电台活动，似有残部隐匿，我们立即严令各部清查毙伤俘敌实数。根据各部报告，我发现所报歼敌数与七十四师编制数相差甚大，即令各部继续进行战场搜索。...... 部队在严密搜索中又发现约有七千余敌隐藏在孟良崮、雕窝之间的山谷中，已开始集结，这说明我军搜索不严，同时也说明各部均能如实报告歼敌实数，不事浮夸，才得以发现这股残敌。于是我即令第四、第八、第九纵队立即出动兜剿。各部队不顾疲劳，复又投入战斗，十六日下午五时全部肃清残敌。”战役结束数十年后，新华网評論華東野戰軍戰報的戰果統計實事求是、嚴肅認真。
國民政府的統計資料統計整74師戰役結束後死亡失蹤25,323人。《張靈甫傳》作者霍安治認爲：華東野戰軍的戰報資料實際上是納入孟良崮的整74師與整19旅的傷亡，整74師當時並未全軍進入孟良崮（因地形不利机动，整编第74师榴弹炮营及所属12门105mm榴弹炮留置临沂，未参战），戰事結束後整9師抵達孟良崮時仍收留了2千多名的殘兵，因此上述資料在人員傷亡的統計部份有可能是偽造或是浮報。
山东解放区出动7.6万随军民工，15.4万二线民工，60万临时民工，运送弹药、粮食和伤员。战后解放军因消耗过大，国军已经相互靠拢无隙可乘，便迅速脱离战场休整。通过此役华东野战军实力大增，还裝備了重炮兵與工兵，基本具備了同國軍決戰的實力，在一年之后的淮海战役中显示威力。
在战后召开的军事检讨会议上，黃百韜主动承担责任，受到撤职留任的处分，之后在淮海战役中战败阵亡。魯中剿匪總指揮湯恩伯被撤兵团司令之職，同年因豫东战役有功任陆军副司令、代司令。83師師長李天霞因开始掩护七十四师侧翼不力，但因之后救援努力，被免一死送交軍事法庭審判。1947年12月，最高军事法庭对“李天霞作战不力一案”审理终结，认为：“李天霞对于此次战役并无违抗命令或作战不力情节……再查其在北伐抗战诸役向极英勇，迭著功勋，奖叙有案……拟请从宽免于刑事处分”。
中华民国国防部保密局在战后5月31日提交的战报中指出，张灵甫部第74师存在“延迟攻击到达时间，以至企图暴露”、“弹药消耗过大，以至陷围后补给困难”、“未能积极与友军切取联络”、“全赖友军来援，不做积极突围”、“与各级司令部高级幕僚情感不甚协调，致被陷入重围，呼救危急时，他人尚认其不肯出力，未信真正危急也”等过失，黄百韬部第25师存在“未以主力策应进攻”、“解围时不积极，以致错失战机”等过失，74师上级第一兵团存在“对七十四师战斗力之估计太高”、“未策定对七十四师攻击失败时之作战腹案”等过失，也批评了国军陆军总部在战役指挥中的若干问题，而且对国军参谋总长陈诚、陆军总司令顾祝同和第一兵团司令汤恩伯之间的矛盾直言不讳，但并未提到李天霞部第83师对战败负有责任。其中列出顾祝同的陆军总部的5点问题，包括“不信任第一兵团之当面匪情，以至延误解围，且丧失决战时机。……又以据空军侦察报告，七十四师部队似有投降之征候，而一度停止部队前进。”“对七十四师力量估计过高，对匪力量估计过低。十五日下午顾总司令与汤司令官通电话时，汤认为情况严重，颇表焦急，但顾尚称，看地图上孟良崮比临沂城区大得多，当可固守。”这份报告得到了蒋介石的肯定。蒋中正在得知整编74师覆灭后，在1947年5月17日的日记中严厉指责顾祝同：
鲁中剿务顾祝同无知妄为，所有决策无不错误，愚而错误，又不肯请示，故余之意图与计划皆为其粉碎，演成杂乱无章之象，以致第七十四师被匪整个之消灭，痛愤无已，不知如何结果矣。

## 评价与纪念
孟良崮战役遗址是山东省第一批重点文物保护单位。孟良崮战役纪念馆为山东省青少年爱国主义教育基地。
1987年，临沂市举办孟良崮战役40周年纪念活动，并在孟良崮一山缝的大岩石上刻了“击毙张灵甫之地”。
2014年3月24日，中共中央政治局常委、中央纪委书记王岐山瞻仰了孟良崮战役纪念馆和革命烈士纪念碑，并会见了孟良崮战役参战战士和支前模范代表，称赞和感谢了他们为党和革命事业作出的贡献。

## 相关文艺作品
- 小說《紅日》及同名电影、同名电视剧就是描述這場戰爭的慘烈。
- 衛斯理系列小說《背叛》中所描寫的戰役亦為影射這場戰爭。
- 电视连续剧《解放》（页面存档备份，存于）（中国电视剧制作中心制作）的第15-17集描述了这场战役及其背景。
- 戰棋雜誌第9期（2012年），孟良崮：天下第一師，福爾摩莎戰棋社，作者：鄭偉成

## 註释
1. ↑  一个七十四師副师长向南京国民政府国防部报告张靈甫自杀；粟裕向中共中央报告张靈甫被击毙；另一說被俘后被槍決。

## 外部連結
- 孤注一擲的豪賭──不可想像的孟良崮戰役（页面存档备份，存于）